# Giro di Polonia 2016
Il Giro di Polonia 2016, settantatreesima edizione della corsa, valido come diciannovesima prova dell'UCI World Tour 2016, si svolse in sette tappe dal 12 al 18 luglio 2016 per un percorso totale di 1 190 km, poi ridotti a 996 a causa dell'annullamento della sesta tappa. La corsa, partita da Radzymin e conclusasi a Cracovia, vide il successo del belga Tim Wellens, davanti agli italiani Fabio Felline e Alberto Bettiol.

## Tappe
| Tappa  | Data      | Percorso                                  | km     | Vincitore di tappa | Leader cl. generale |
| ------ | --------- | ----------------------------------------- | ------ | ------------------ | ------------------- |
| 1ª     | 12 luglio | Radzymin > Varsavia                       | 135    | Davide Martinelli  | Davide Martinelli   |
| 2ª     | 13 luglio | Tarnowskie Góry > Katowice                | 153    | Fernando Gaviria   | Fernando Gaviria    |
| 3ª     | 14 luglio | Zawiercie > Nowy Sącz                     | 240    | Niccolò Bonifazio  | Fernando Gaviria    |
| 4ª     | 15 luglio | Nowy Sącz > Rzeszów                       | 218    | Fernando Gaviria   | Fernando Gaviria    |
| 5ª     | 16 luglio | Wieliczka > Zakopane                      | 225    | Tim Wellens        | Tim Wellens         |
| 6ª     | 17 luglio | Bukowina Tatrzańska > Bukowina Tatrzańska | 194    | annullata          | annullata           |
| 7ª     | 18 luglio | Cracovia > Cracovia (cron. individuale)   | 25     | Alex Dowsett       | Tim Wellens         |
| Totale | Totale    | Totale                                    | 996 km |                    |                     |

## Squadre partecipanti
Prendono parte alla corsa venticinque formazioni: le diciotto squadre partecipanti all'UCI World Tour 2016 e sette squadre invitate: la CCC Sprandi Polkowice, la Nazionale di ciclismo su strada della Polonia, la Gazprom-RusVelo, la Verva ActiveJet, la Novo Nordisk, la ONE Pro Cycling e la Bardiani-CSF.
| N.      | Cod. | Squadra             |
| ------- | ---- | ------------------- |
| 1-8     | TNK  | Tinkoff-Saxo        |
| 11-18   | MOV  | Movistar Team       |
| 21-28   | EQS  | Etixx-Quick Step    |
| 31-38   | AST  | Astana Pro Team     |
| 41-48   | CDT  | Cannondale–Drapac   |
| 51-58   | DDD  | Team Dimension Data |
| 61-68   | TFS  | Trek-Segafredo      |
| 71-78   | SKY  | Team Sky            |
| 81-88   | LAM  | Lampre-Merida       |
| 91-98   | BMC  | BMC Racing Team     |
| 101-108 | OBE  | Orica-BikeExchange  |
| 111-118 | TGA  | Team Giant-Alpecin  |
| 121-128 | KAT  | Team Katusha        |

| N.      | Cod. | Squadra               |
| ------- | ---- | --------------------- |
| 131-138 | TLJ  | Team Lotto NL-Jumbo   |
| 141-148 | LTS  | Lotto-Soudal          |
| 151-158 | ALM  | AG2R La Mondiale      |
| 161-168 | IAM  | IAM Cycling           |
| 171-178 | FDJ  | FDJ                   |
| 181-188 | VAT  | Verva ActiveJet       |
| 191-198 | CCC  | CCC Sprandi Polkowice |
| 201-208 | POL  | Polonia               |
| 211-218 | TNN  | Team Novo Nordisk     |
| 221-228 | ONE  | ONE Pro Cycling       |
| 231-238 | GAZ  | Gazprom-RusVelo       |
| 241-248 | BAR  | Bardiani-CSF          |

## Dettagli delle tappe

### 1ª tappa
- 12 luglio: Radzymin > Varsavia – 135 km

Risultati
| Pos. | Corridore         | Squadra | Tempo    |
| ---- | ----------------- | ------- | -------- |
| 1    | Davide Martinelli | Etixx   | 3h01'10" |
| 2    | Fernando Gaviria  | Etixx   | s.t.     |
| 3    | Caleb Ewan        | Orica   | s.t.     |

| Pos. | Corridore         | Squadra | Tempo    |
| ---- | ----------------- | ------- | -------- |
| 1    | Davide Martinelli | Etixx   | 3h01'10" |
| 2    | Fernando Gaviria  | Etixx   | a 4"     |
| 3    | Caleb Ewan        | Orica   | a 6"     |

### 2ª tappa
- 13 luglio: Tarnowskie Góry > Katowice – 153 km

Risultati
| Pos. | Corridore        | Squadra | Tempo    |
| ---- | ---------------- | ------- | -------- |
| 1    | Fernando Gaviria | Etixx   | 3h19'30" |
| 2    | Elia Viviani     | Sky     | s.t.     |
| 3    | Caleb Ewan       | Orica   | s.t.     |

| Pos. | Corridore         | Squadra | Tempo    |
| ---- | ----------------- | ------- | -------- |
| 1    | Fernando Gaviria  | Etixx   | 6h20'26" |
| 2    | Davide Martinelli | Etixx   | a 6"     |
| 3    | Caleb Ewan        | Orica   | a 8"     |

### 3ª tappa
- 14 luglio: Zawiercie > Nowy Sącz – 240 km

Risultati
| Pos. | Corridore         | Squadra  | Tempo    |
| ---- | ----------------- | -------- | -------- |
| 1    | Niccolò Bonifazio | Trek     | 5h46'12" |
| 2    | Moreno Hofland    | Lotto NL | s.t.     |
| 3    | Luka Mezgec       | Orica    | s.t.     |

| Pos. | Corridore         | Squadra | Tempo     |
| ---- | ----------------- | ------- | --------- |
| 1    | Fernando Gaviria  | Etixx   | 12h06'36" |
| 2    | Niccolò Bonifazio | Trek    | a 6"      |
| 3    | Caleb Ewan        | Orica   | a 8"      |

### 4ª tappa
- 15 luglio: Nowy Sącz > Rzeszów – 218 km

Risultati
| Pos. | Corridore          | Squadra | Tempo    |
| ---- | ------------------ | ------- | -------- |
| 1    | Fernando Gaviria   | Etixx   | 5h12'56" |
| 2    | Luka Mezgec        | Orica   | s.t.     |
| 3    | Michał Kwiatkowski | Sky     | s.t.     |

| Pos. | Corridore          | Squadra | Tempo     |
| ---- | ------------------ | ------- | --------- |
| 1    | Fernando Gaviria   | Etixx   | 17h19'22" |
| 2    | Michał Kwiatkowski | Sky     | a 19"     |
| 3    | Diego Ulissi       | Lampre  | a 22"     |

### 5ª tappa
- 16 luglio: Wieliczka > Zakopane – 225 km

Risultati
| Pos. | Corridore      | Squadra      | Tempo    |
| ---- | -------------- | ------------ | -------- |
| 1    | Tim Wellens    | Lotto-Soudal | 5h57'22" |
| 2    | Davide Formolo | Cannondale   | a 3'48"  |
| 3    | Tiesj Benoot   | Lotto-Soudal | a 4'37"  |

| Pos. | Corridore      | Squadra      | Tempo     |
| ---- | -------------- | ------------ | --------- |
| 1    | Tim Wellens    | Lotto-Soudal | 23h16'53" |
| 2    | Davide Formolo | Cannondale   | a 4'05"   |
| 3    | Tiesj Benoot   | Lotto-Soudal | a 4'50"   |

### 6ª tappa
- 17 luglio: Bukowina Terma Hotel Spa > Bukowina Tatrzańska – 194 km

Annullata causa maltempo

### 7ª tappa
- 18 luglio: Cracovia > Cracovia – Cronometro individuale – 25 km

Risultati
| Pos. | Corridore            | Squadra  | Tempo  |
| ---- | -------------------- | -------- | ------ |
| 1    | Alex Dowsett         | Movistar | 28'59" |
| 2    | Jonathan Castroviejo | Movistar | a 22"  |
| 3    | Primož Roglič        | Lotto NL | a 39"  |

| Pos. | Corridore       | Squadra      | Tempo     |
| ---- | --------------- | ------------ | --------- |
| 1    | Tim Wellens     | Lotto-Soudal | 23h47'23" |
| 2    | Fabio Felline   | Trek         | a 4'22"   |
| 3    | Alberto Bettiol | Cannondale   | a 4'54"   |

## Evoluzione delle classifiche
| Tappa              | Vincitore          | Classifica generale | Classifica a punti | Classifica scalatori | Classifica sprint | Classifica a squadre |
| ------------------ | ------------------ | ------------------- | ------------------ | -------------------- | ----------------- | -------------------- |
| 1                  | Davide Martinelli  | Davide Martinelli   | Davide Martinelli  | Jarosław Marycz      | Marc Fournier     | Etixx-Quick Step     |
| 2                  | Fernando Gaviria   | Fernando Gaviria    | Fernando Gaviria   | Jarosław Marycz      | Jonas Koch        | Team Sky             |
| 3                  | Niccolò Bonifazio  | Fernando Gaviria    | Moreno Hofland     | Kamil Gradek         | Jonas Koch        | Team Sky             |
| 4                  | Fernando Gaviria   | Fernando Gaviria    | Fernando Gaviria   | Alessandro Tonelli   | Jonas Koch        | Team Sky             |
| 5                  | Tim Wellens        | Tim Wellens         | Moreno Hofland     | Tim Wellens          | Tim Wellens       | Lotto-Soudal         |
| 6                  | Annullata          | Tim Wellens         | Moreno Hofland     | Tim Wellens          | Tim Wellens       | Lotto-Soudal         |
| 7                  | Alex Dowsett       | Tim Wellens         | Alberto Bettiol    | Tim Wellens          | Tim Wellens       | Lotto-Soudal         |
| Classifiche finali | Classifiche finali | Tim Wellens         | Alberto Bettiol    | Tim Wellens          | Tim Wellens       | Lotto-Soudal         |

## Classifiche finali

### Classifica generale
| Pos. | Corridore       | Squadra      | Tempo     |
| ---- | --------------- | ------------ | --------- |
| 1    | Tim Wellens     | Lotto-Soudal | 23h47'23" |
| 2    | Fabio Felline   | Trek         | a 4'22"   |
| 3    | Alberto Bettiol | Cannondale   | a 4'54"   |
| 4    | Davide Formolo  | Cannondale   | a 5'06"   |
| 5    | Tiesj Benoot    | Lotto-Soudal | a 5'22"   |
| 6    | Rubén Fernández | Movistar     | a 5'45"   |
| 7    | Larry Warbasse  | IAM          | a 5'47"   |
| 8    | Andrej Zejc     | Astana       | a 6'08"   |
| 9    | Dario Cataldo   | Astana       | a 6'20"   |
| 10   | Davide Villella | Cannondale   | a 8'01"   |

### Classifica a punti
| Pos. | Corridore          | Squadra      | Punti |
| ---- | ------------------ | ------------ | ----- |
| 1    | Alberto Bettiol    | Cannondale   | 53    |
| 2    | Moreno Hofland     | Lotto NL     | 51    |
| 3    | Tiesj Benoot       | Lotto-Soudal | 41    |
| 4    | Tim Wellens        | Lotto-Soudal | 40    |
| 5    | Michał Kwiatkowski | Sky          | 34    |

### Classifica scalatori
| Pos. | Corridore         | Squadra      | Punti |
| ---- | ----------------- | ------------ | ----- |
| 1    | Tim Wellens       | Lotto-Soudal | 59    |
| 2    | Alberto Bettiol   | Cannondale   | 34    |
| 3    | Paweł Cieślik     | Verva        | 30    |
| 4    | Maxime Monfort    | Lotto-Soudal | 19    |
| 5    | Giovanni Visconti | Movistar     | 18    |

### Classifica sprint
| Pos. | Corridore          | Squadra      | Punti |
| ---- | ------------------ | ------------ | ----- |
| 1    | Tim Wellens        | Lotto-Soudal | 7     |
| 2    | Jonas Koch         | Verva        | 7     |
| 3    | Diego Ulissi       | Lampre       | 4     |
| 4    | Simon Yates        | Orica        | 3     |
| 5    | Michał Kwiatkowski | Sky          | 3     |

### Classifica a squadre
| Pos. | Squadra                            | Tempo     |
| ---- | ---------------------------------- | --------- |
| 1    | Lotto-Soudal                       | 71h35'07" |
| 2    | Cannondale-Drapac Pro Cycling Team | a 4'42"   |
| 3    | Movistar Team                      | a 16'35"  |
| 4    | BMC Racing Team                    | a 23'06"  |
| 5    | Team Katusha                       | a 36'55"  |